# Hae Phoofolo
Hae Phoofolo (?) was van 17 augustus 1994 tot 14 september 1994 minister-president van Lesotho.
Op 17 augustus 1994 ontsloeg de koning van Lesotho, Letsie III, premier Ntsu Mokhehle van de Basotho Congress Party (BCP) en stuurde hij het parlement naar huis. De koning benoemde Phoofolo tot interim-premier en droeg hem op een regering te vormen. Phoofolo moest vervolgens verkiezingen voorbereiden, waarbij de koning hoopte dat deze zou worden verloren door Mokhehle's BCP. Er kwam kritiek van de zuidelijke staten van Afrika (Zimbabwe, Botswana en Zuid-Afrika) en na hevige diplomatieke druk, werd Ntsu Mokhehle op 14 september 1994 door de koning in diens ambt hersteld.